# Biografielijst Ab

## Aba

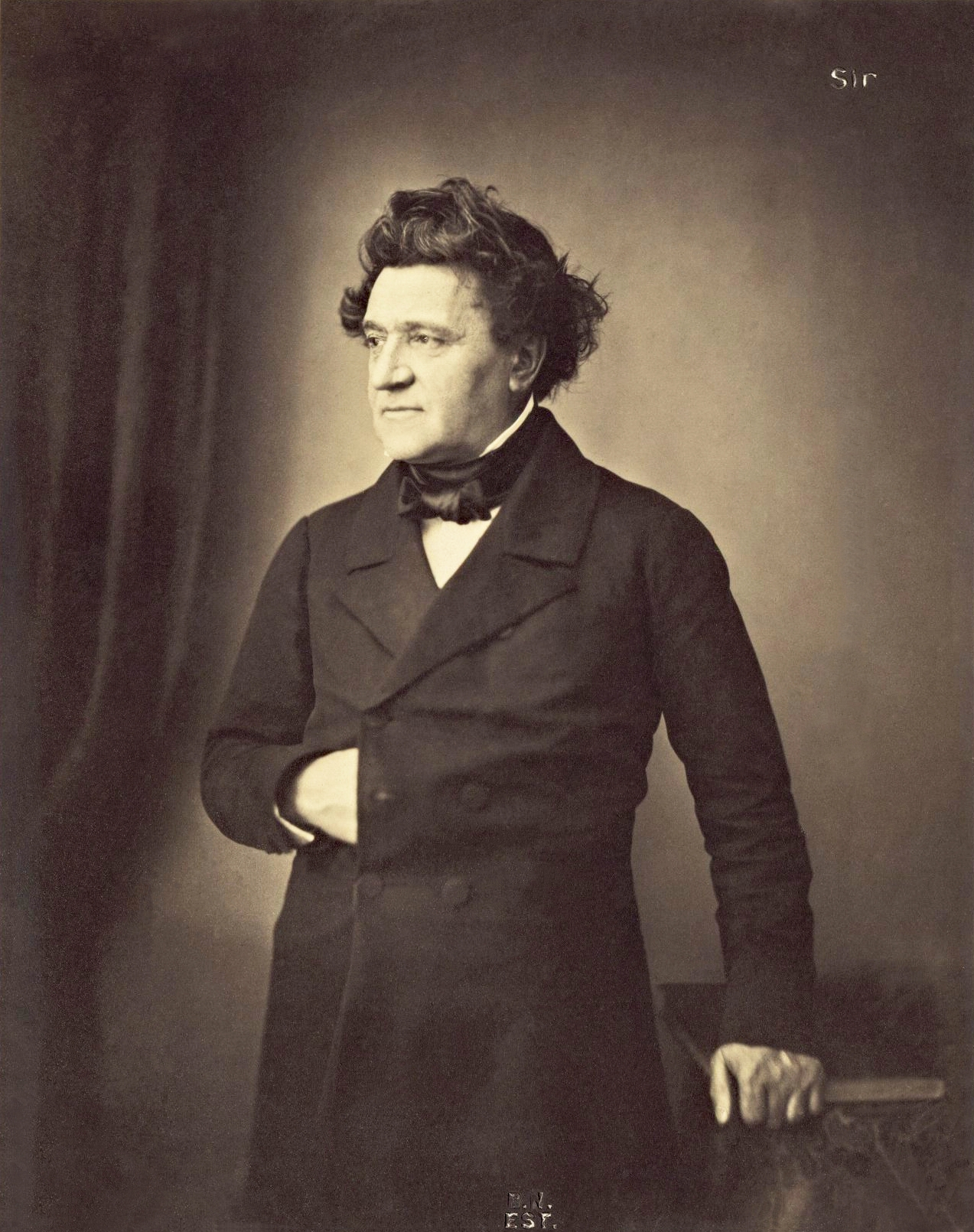
Paul Abadie

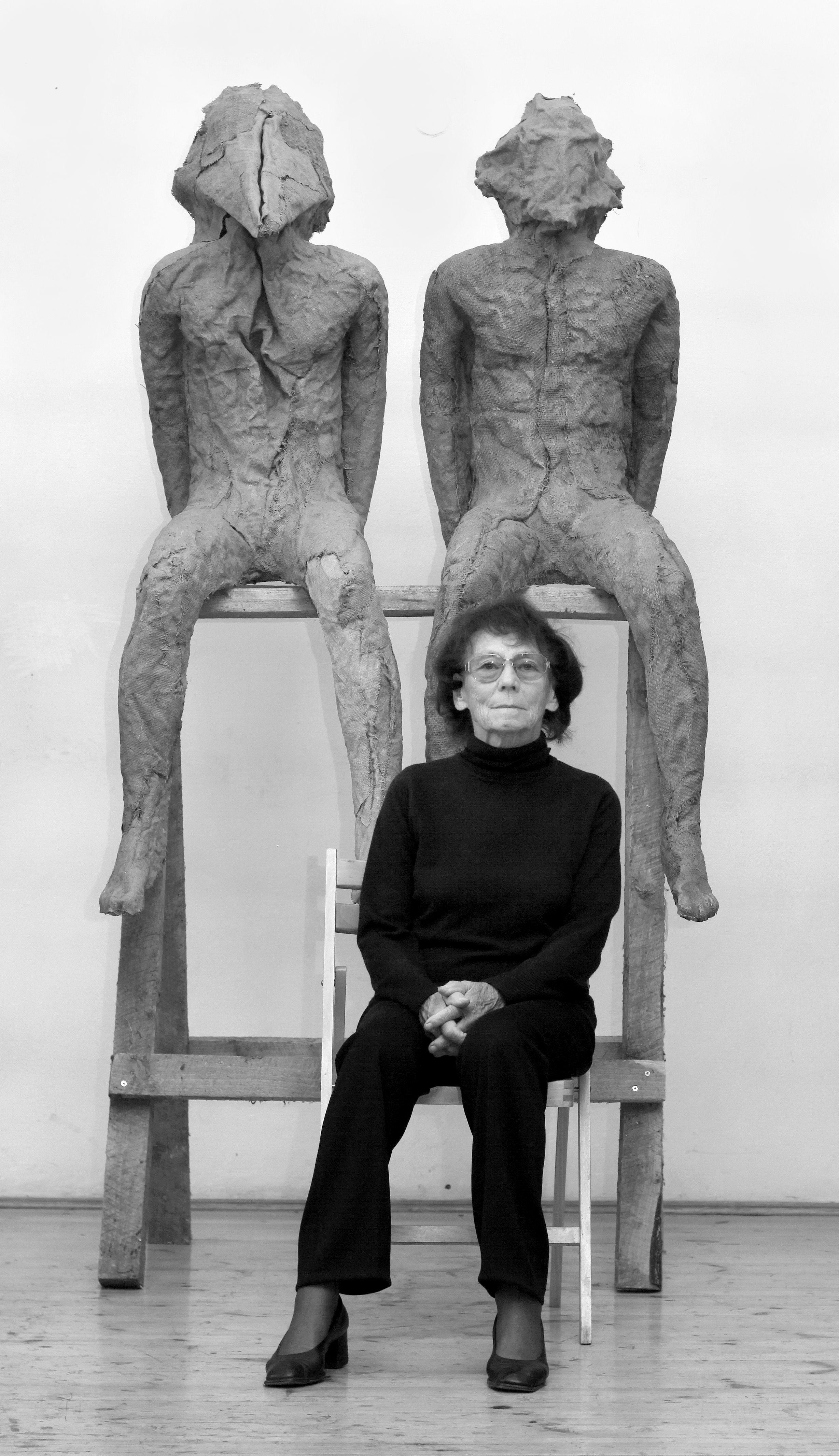
Magdalena Abakanowicz

- Sani Abacha (1943-1998), Nigeriaans militair en politicus
- Alejandro Abad (1965), Spaans zanger
- Antonio Abad (1886-1964), Filipijns schrijver
- Florencio Abad (1954), Filipijns politicus en bestuurder
- Juan Abad (1872-1932), Filipijns toneelschrijver
- Pacita Abad (1946-2004), Filipijns kunstschilder
- Antonio Abad Collado (1950), Spaans wielrenner
- Jose Abad Santos (1886-1942), Filipijns rechter
- Pedro Abad Santos (1876-1945), Filipijns arbeidersleider en politicus
- Esteban Abada (1896-1954), Filipijns senator
- Henri Abadie (1963), Frans wielrenner
- Jean Abadie (1873-1946), Frans arts
- Paul Abadie (1812-1884), Frans architect en restaurateur
- René Abadie (1935-1996), Frans wielrenner
- Alejandro Abadilla (1906-1969), Filipijns dichter en schrijver
- José Luis Abadín (1987), Spaans autocoureur
- Stefan Atanasov Abadzjiev (1934-2024), Bulgaars voetballer
- Petrus Abaelardus (1079-1142), Frans filosoof
- Anita Abaisa (1981), Surinaams-Nederlands activiste
- Magdalena Abakanowicz (1930), Pools beeldhouwster
- Maria Abakoemova (1986), Russisch atlete
- Igor Abakoumov (1981), Belgisch wielrenner
- Diego Abal (1971), Argentijns voetbalscheidsrechter
- Benjamin Abalos (1935), Filipijns politicus
- Chris Abani (1966), Nigeriaans schrijver en dichter
- Linor Abargil (1979/81), Israëlisch fotomodel, miss en misdaadslachtoffer
- Isabelo Abarquez (1959), Filipijnse bisschop
- Carlos María Abascal Carranza (1949), Mexicaans politicus
- José Manuel Abascal (1958), Spaans atleet
- Salvador Abascal Infante (1910-2000), Mexicaans politicus
- Aslan Abasjidze (1938), Georgisch politicus
- Abiyote Abate (1980), Ethiopisch atleet
- Antoine Abate (1938), Italiaans wielrenner
- Carlo Maria Abate (1932), Italiaans autocoureur
- Ignazio Abate (1986), Italiaans voetballer
- Edmundo Abaya (1929-2018), Filipijns aartsbisschop
- Kristal Abazaj (1996), Albanees voetballer
- Leonit Abazi (1993), Kosovaars-Albanees voetballer

## Abb

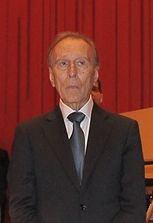
Claudio Abbado (2012)

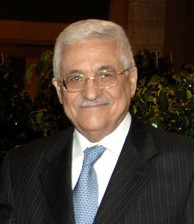
Mahmoud Abbas (2007)

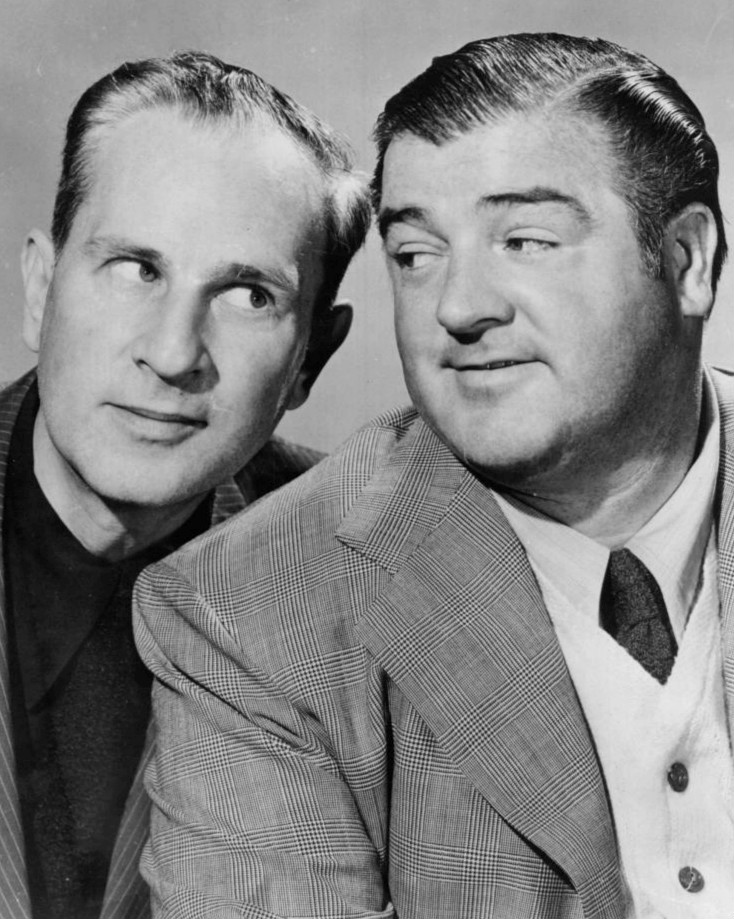
Bud Abbott (links)

- Claudio Abbado (1933-2014), Italiaans dirigent
- Agostino Abbagnale (1966, Italiaans roeier
- Carmine Abbagnale (1962), Italiaans roeier
- Giuseppe Abbagnale (1959), Italiaans roeier
- Nicola Abbagnano (1901-1990), Italiaans filosoof
- Abbas I de Grote (1557-1628), sjah van Perzië
- Abbas II (1632), zevende sjah van de Safawiden
- Abbas II (1874-1944), onderkoning van Egypte
- Abbas III , elfde sjah van de Safawiden
- Abu Abbas (1948-2004), Palestijns terrorist
- Bassim Abbas Kati (1982), Iraaks voetballer
- Ferhat Abbas (1899-1985), Algerijns politicus
- Fouad Abbas (1939), Pakistaans drugscrimineel
- Mahmoud Abbas (1935), Palestijns president (Abu Mazen)
- Sohail Abbas (1977), Pakistaans veldhockeyer
- Niccolò dell'Abbate (ca. 1509/1512-1571), Italiaans kunstschilder
- Antonio Maria Abbatini (1597-1679), Italiaans componist en kapelmeester
- Cleveland Abbe (1838-1916), Amerikaans meteoroloog en sterrenkundige
- Ernst Karl Abbe (1840-1905), Duits natuurkundige
- Henri Jacob van Abbe (1880-1940), Nederlands ondernemer
- Olivier Abbeloos (1969), Belgisch danceproducer
- Joseph Abbeel (1786-1866), Belgisch militair
- Rik Van den Abbeele (1914-2009), Belgisch televisie-pionier
- Els Van den Abbeele (1948-2008), Vlaams journaliste, redactrice en presentatrice
- Joannes-Baptista "Jan-Baptist" Abbeloos (1836-1906), Belgisch priester
- Willy Abbeloos (1949), Belgisch wielrenner
- Edward Abbey (1927-1989), Amerikaans schrijver en essayist
- Edwin Austin Abbey (1852-1911), Amerikaans kunstschilder en illustrator
- Gregory Abbey (1962), Amerikaans acteur
- Leon Abbey (1900-1975), Amerikaans jazzviolist en bandleider
- Fik Abbing (1901-1955), Nederlands kunstschilder en illustrator
- Ellen Abbing-Roos (1935-2014), Nederlands beeldhouwer en keramist
- Sjamil Abbjasov (1957), Sovjet-Russisch/Kirgizisch atleet
- Charles Greeley Abbot (1872-1973), Amerikaans astrofysicus
- Berenice Abbott (1898-1991), Amerikaans fotografe
- Bruce Abbott (1954), Amerikaans acteur
- Bud Abbott (1895-1974), Amerikaans acteur, komiek en producent
- Diane Julie Abbott (1953), Brits politicus
- Edwin Abbott Abbott (1838-1926), Brits schoolmeester en theoloog
- Jeremy Abbott (1985), Amerikaans kunstschaatser
- Gregory Abbott (1954), Amerikaans soul-muzikant, zanger, componist en producer
- Sir John Joseph Caldwell Abbott (1821-1893), Canadees staatsman
- Lemuel Francis Abbott (ca. 1760-1802), Engels portretschilder
- Margaret Abbott (1878-1955), Amerikaans golfer
- Robert Tucker Abbott (1919-1995), Amerikaans malacoloog
- Anthony John (roepnaam: Tony) Abbott (1957), Australisch politicus
- Ibrahim Abboud (1900-1983), Soedanees legerleider en staatsman
- Gerrit Abbring (1934–2014), Nederlands politicus
- Thomas Abbt (1738-1766), Duits filosoof en schrijver
- Susanne Abbuehl (1970), Zwitsers jazzzangeres

## Abc
- Sjota Abchazava (1971), Georgisch autocoureur en zakenman

## Abd

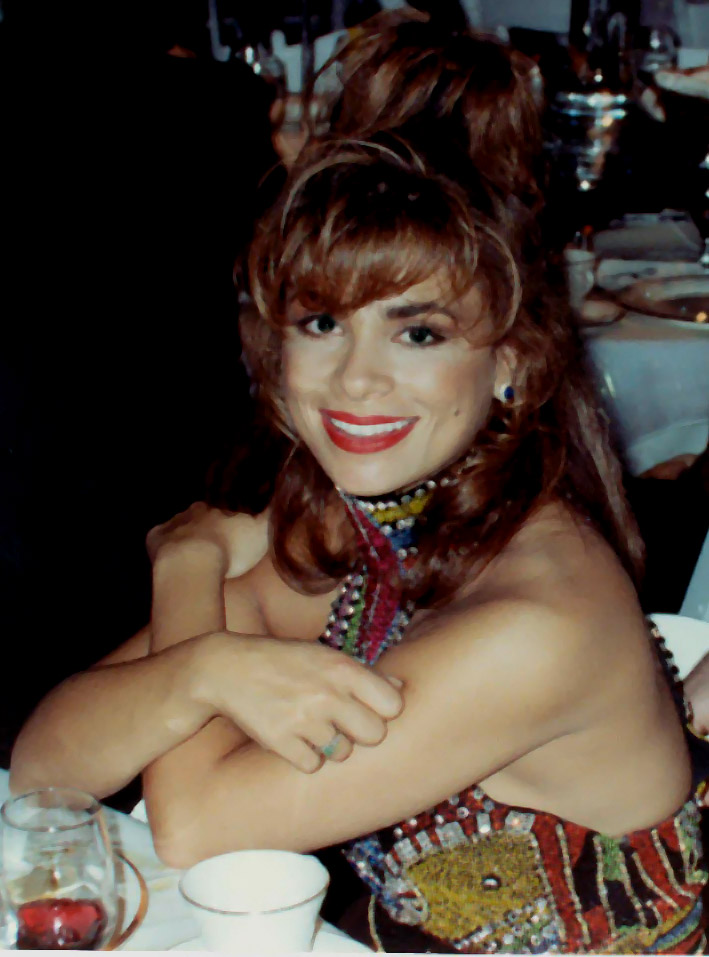
Paula Abdul

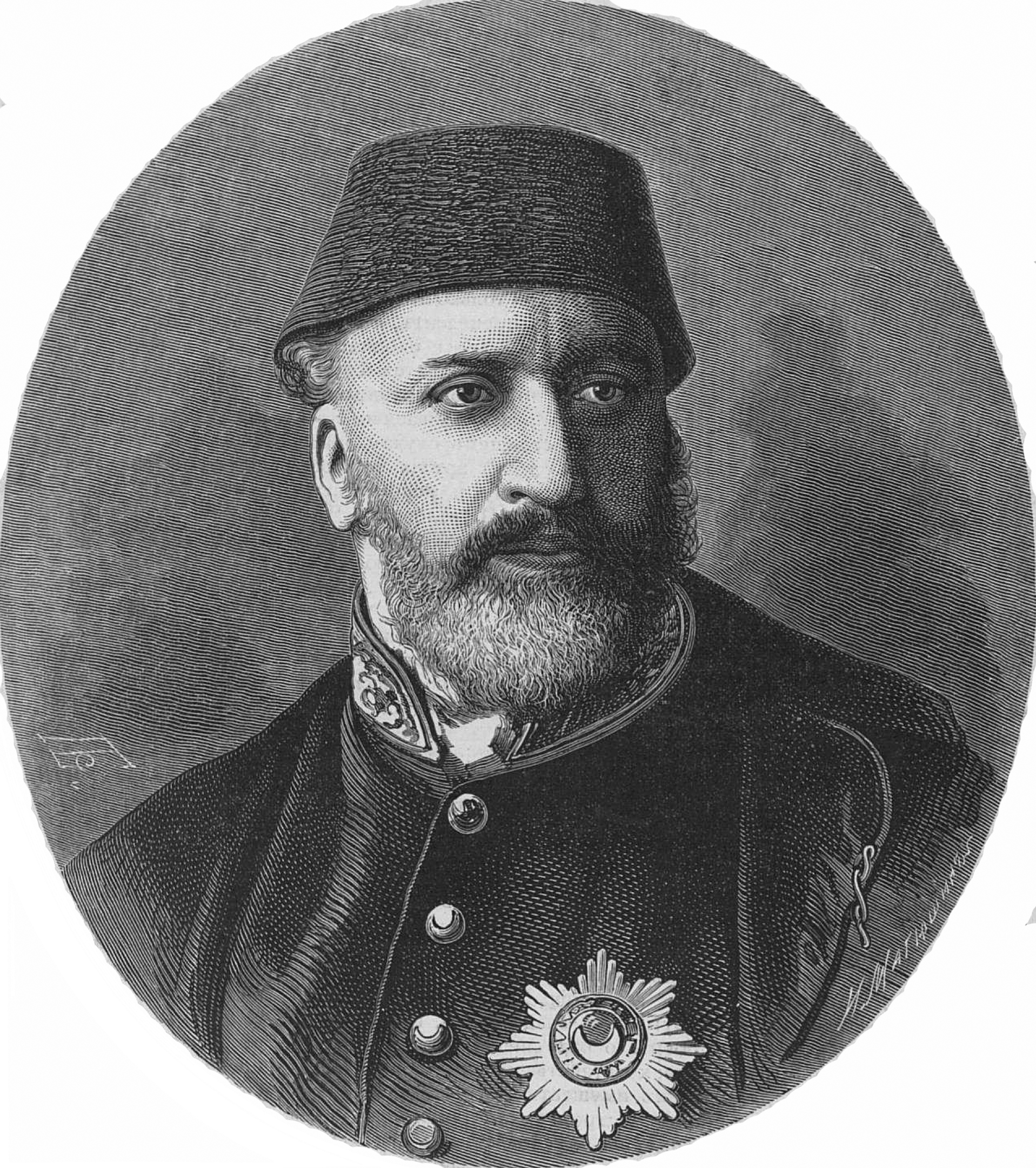
Abdülaziz

- Ignace Pierre VIII Abdel-Ahad (1930-2018), Syrisch-katholiek patriarch van Antiochië
- Anuar Aoulad Abdelkrim (1978), Nederlands cabaretier
- Mohammed Abdelkrim El Khattabi (1880-1963), Marokkaanse verzetsstrijder
- Alaa Abdelnaby (1968), Egyptisch-Amerikaans basketballer
- Mohamed Abdelwahab (1983-2006), Egyptisch voetballer
- Emil Abderhalden (1877-1950), Zwitsers fysioloog
- Jörg Abderhalden (1979), Zwitsers schwinger
- Bashir Abdi (1989), Somailsch-Belgisch atleet
- Fikret Abdić (1939), Bosnisch zakenman, politicus, militair en oorlogsmisdadiger
- Mohammed Abdoe (1849-1905), Egyptisch jurist en geestelijke; grondlegger van het salafisme
- Djamolidin Abdoezjaparov (1964), Oezbeeks wielrenner
- Andrej Abdoevalijev (1966), Tadzjieks-Oezbeeks atleet
- Abdulrahman Abdou (1972), Qatarees voetbalscheidsrechter
- David Abdul (1989), Arubaans profvoetballer
- Liban Abdulahi (1995), Nederlands voetballer
- Zaid Abdul-Aziz (1946), Amerikaans basketballer
- Kareem Abdul-Jabbar (1947), Amerikaans basketballer
- Mahmoud Abdul-Rauf (1969), Amerikaans basketballer
- Lida Abdul (1973), Afghaans kunstenares en fotografe
- Paula Abdul (1962), Amerikaans popzangeres
- Tuanku (of Tunku) Abdul Rahman ibni Almarhum Tuanku Muhammad (1895-1960), Maleisisch Hoogste heer
- Abdülaziz (1830-1876), sultan van Turkije (1867-1876)
- Abdülhamit I (1725-1789), sultan van Turkije (1774-1789)
- Abdülhamit II (1842-1918), sultan van Turkije (1876-1909)
- Abdullah Abdullah (1960), Afghaans politicus
- Ahmad Abdullah (1981), Qatarees atleet
- Rania al-Abdullah (1970), koningin van Jordanië
- Abdülmecit (1823-1861), sultan van Turkije (1839-1861)
- Abdülmecit II (1868-1944), Turks kalief
- Tajudeen Abdul-Raheem (1961-2009), Keniaans politiek activist
- Zhansaya Abdumalik (2000), Kazachs schaakster
- Shareef Abdur-Rahim (1979), Amerikaans basketballer
- Besart Abdurahimi (1990), Kroatisch-Macedonisch voetballer

## Abe
- Atsushi Abe (1981), Japans seiyu

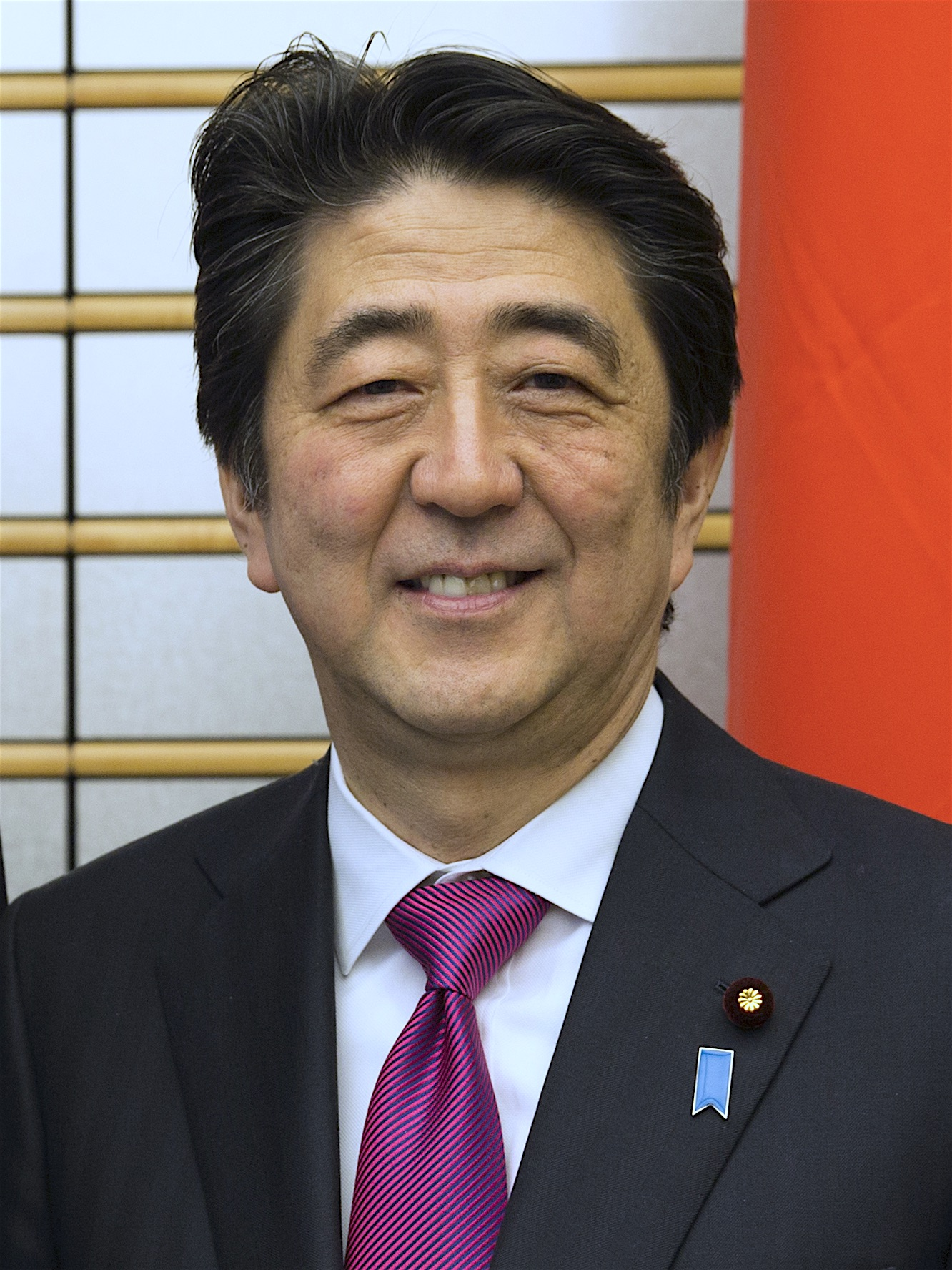
Shinzo Abe (2015)

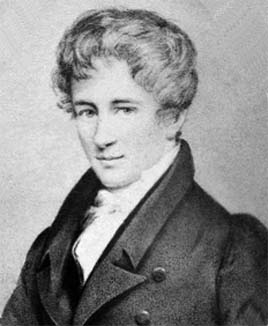
Niels Henrik Abel

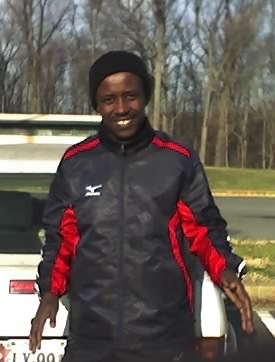
Gezahegne Abera

- Ichiro Abe (1922-2022), Japans judoka
- Keiko Abe (1937), Japans componiste en marimba-speelster
- Kimifusa Abe (1924-1993), Japans schrijver, fotograaf, en uitvinder
- Komei Abe (1911-2006), Japans componist
- Masao Abe (1915-2006), Japans boeddhistisch filosoof en emeritus professor
- Norifumi Abe (1975-2007), Japans motorcoureur
- Ryotaro Abe (1962), Japans componist en muziekpedagoog
- Shinzo Abe (1954-2022), Japans ambtenaar en politicus (o.a. premier)
- Tomoe Abe (1971), Japans atlete
- Yoshiyuki Abe (1969), Japans wielrenner
- Addis Abebe (1970), Ethiopisch atleet
- Reza Abedini (1967), Iraans grafisch ontwerper en kunstcriticus
- Rosalina Abejo (1922-1991), Filipijns componist en musicus
- Richard Abegg (1869-1910), Duits scheikundige
- Jacques Abeille (1942-2022), Frans schrijver
- Christian Ferdinand Abel (1682-1761), Duits violist en Gambavirtuoos
- Clarke Abel (1780-1826), Engels botanicus en chirurg
- Frederick Augustus Abel (1827-1902), Engels chemicus
- Jacob Abel (2001), Amerikaans autocoureur
- Jake Abel (1987), Amerikaans acteur, zanger en model
- John Jacob Abel (1857-1938), Amerikaans biochemicus en farmacoloog
- Karl Friedrich Abel (1723-1787), Duits componist
- Marc Abel (pseudonym van Louis-Marie Abeloos) (1918-2002), Belgisch kunstschilder, sketchartiest, muralist en decorateur
- Niels Henrik Abel (1802-1829), Noors wiskundige
- Ron Abel (1950), Nederlands politicus
- Rudolf Ivanovitsj Abel (1903-1971), Russisch spion
- Pierre Abélard (1079-1142), Frans theoloog en filosoof
- Nicanor Abelardo (1893-1934), Filipijns componist
- Arthur Abele (1986), Duits atleet
- José Abella (1994), Mexicaans voetballer
- Carlos Abellán (1983), Spaans wielrenner
- Louis-Marie Abeloos (1918-2002), Belgisch kunstschilder, sketchartiest, muralist en decorateur
- Lianne Abeln (1939), Nederlands zangeres
- Victor Abeloos (1881-1965), Belgisch kunstschilder
- Jozef Abelshausen (1949), Belgisch wielrenner
- Philip Abelson (1913-2004), Amerikaans natuurkundige
- Oscar Abendanon (1913-2008), Surinaams jurist
- Gezahegne Abera (1978), Ethiopisch atleet
- Tesfaye Abera (1992), Ethiopisch atleet
- Jonathan Aberdein (1998), Zuid-Afrikaans autocoureur
- Georg Åberg (1893-1946), Zweeds atleet
- Lasse Åberg (1940), Zweeds acteur, artiest, filmregisseur en muzikant
- Ludvig Åberg (1999), Zweeds golfer
- Antonio Abetti (1846-1928), Italiaans astronoom
- Giorgio Abetti (1882-1982), Italiaans zonneastronoom
- Otto Abetz (1903-1958), Duits nazidiplomaat, SS'er en Holocaustpleger
- Elvan Abeylegesse (1982), Ethiopisch-Turks atlete

## Abi
- Ludo Anton Abicht (1936), Belgisch filosoof, publicist, dichter en activist
- Laïla Abid (1977), Nederlands-Marokkaans journaliste
- Éric Abidal (1979), Frans voetballer
- Robert Abigail, (19??) Nederlands dj
- Nicolai Abraham Abildgaard (1743-1809), Deens kunstenaar
- Levi ben Abisha (1920-2001), hogepriester van de Samaritanen
- Ramlah bint Abi Sufyan, (rond 589-666), echtgenote van Mohammed
- Sarah Abitbol (1975), Frans kunstschaatsster
- Inga Abitova (1982), Russisch atlete

## Abj
- Abjathar, hogepriester van het heiligdom te Nob

## Abk
- Chris van Abkoude (1880-1960), Nederlands (kinderboeken)schrijver

## Abl
- Roque Ablan (1906-1943), Filipijns gouverneur en guerrillaleider
- Marie Thérèse Ablaÿ (1844-1923), Belgische seriemoordenares
- Forest Able (1932), Amerikaans basketballer
- Virgil Abloh (1980-2021), Amerikaans architect en  modeontwerper
- Ed Ablowich (1913-1998), Amerikaans atleet

## Abm
- Cynthia Abma (1969), Nederlands actrice en presentatrice
- Gerben Abma (1932), Nederlands historicus, schrijver
- Gert Abma (1966), Nederlands voetballer
- Harmen Abma (1937-2007 ) Nederlands beeldend kunstenaar
- Hette Abma (1917-1992), Nederlands predikant en politicus
- Johan Abma (1969), Nederlands voetballer
- Karin Abma (1951), Nederlands roeister
- Willem Abma (1942-2024), Nederlands dichter en schrijver in het Fries

## Abn
- Jay Abney (1931-1958), Amerikaans autocoureur

## Abo
- Adwoa Aboah (1992), Brits model
- Arthur Abolianin (1966), Belgisch schaker
- Agnese Āboltiņa (1996), Lets alpineskiester
- Matt Abood (1986), Australisch zwemmer
- Stanley Aborah (1987), Belgisch voetballer
- Emebet Abossa (1974), Ethiopisch atlete
- Dyab Abou Jahjah (1971), Belgisch auteur, politicus en activist
- Rabah Aboud (1981), Algerijns atleet
- Mounia Aboulahcen (1982), Belgisch atlete
- Ahmed Aboutaleb (1961), Nederlands politicus

## Abp
- Robert Abplanalp (1922-2003), Amerikaans uitvinder

## Abr

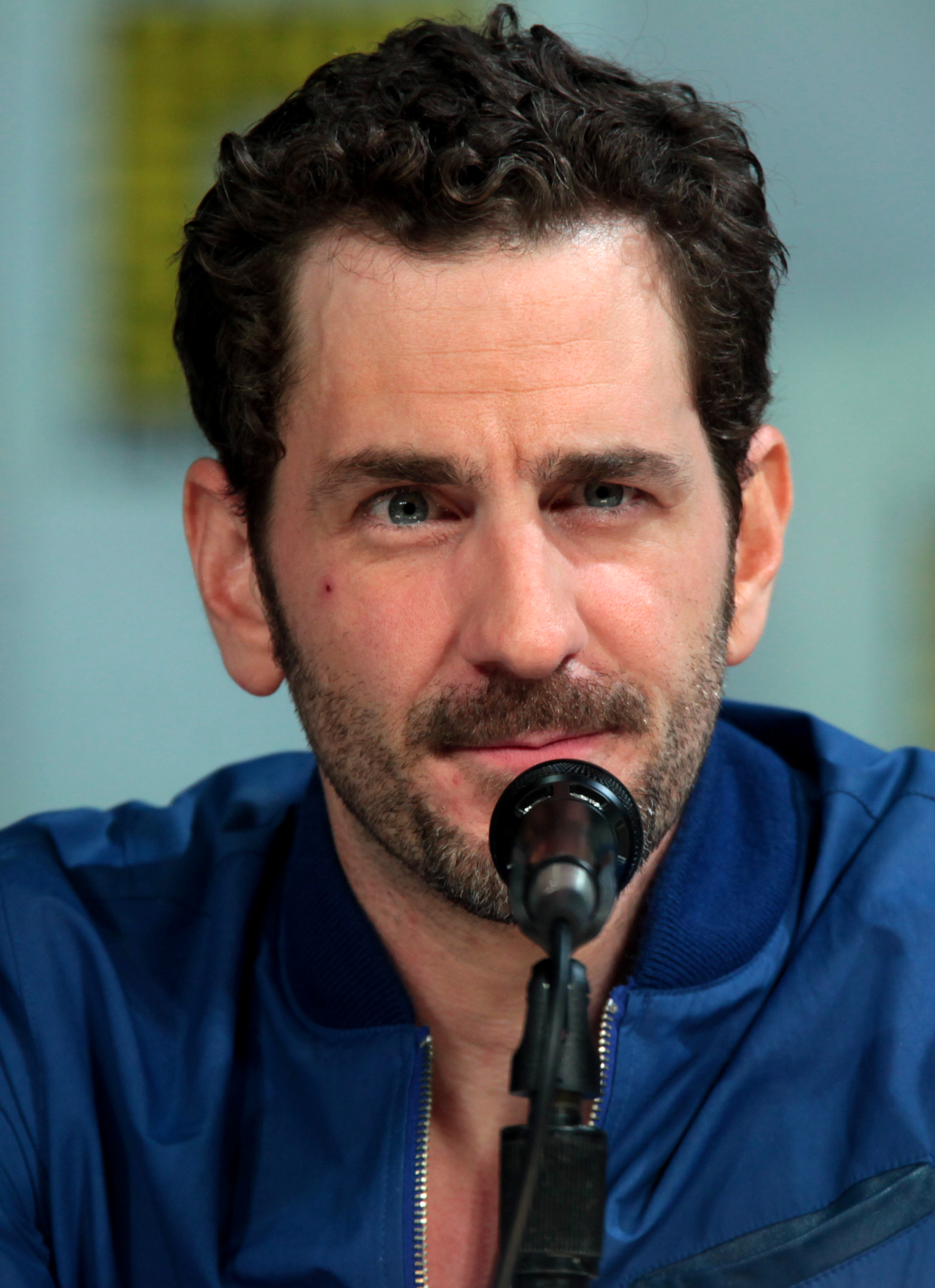
Aaron Abrams

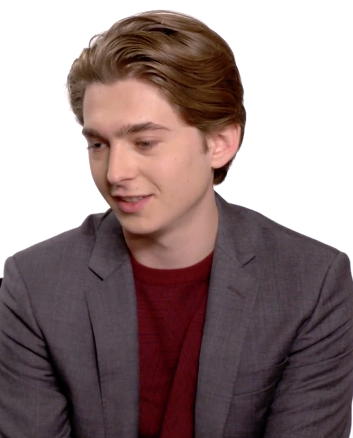
Austin Abrams, 2018

- Abra(ha)m (2e millennium v.Chr.), Bijbels persoon (aartsvader)
- F. Murray Abraham (1939), Amerikaans acteur
- John Abraham (1972), Indiaas acteur en model
- Paul Abraham (1892-1960), Hongaars componist
- Ronny Abraham (1951), Frans hoogleraar en rechter van het Internationaal Gerechtshof
- Tadesse Abraham (1982), Eritrees/Zwitsers atleet
- Enrico Abrahams (1943-2010), Surinaams politicus en bestuurder
- Harold Abrahams (1899-1978), Brits atleet
- Peter Henry Abrahams (1919-2017), Zuid-Afrikaans schrijver, dichter en journalist
- Ramon Abrahams (1953), Surinaams militair en politicus
- Rolf Abrahamsohn (1925-2021), Duits koopman  en Holocaustoverlevende
- Tatev Abrahamyan (1988), Armeens-Amerikaans schaakster
- Oleksandr Abramenko (1988), Oekraïens freestyleskiër
- Marina Abramović (1946), Servisch performancekunstenares
- Roman Abramovitsj (1966), Russisch oliemiljardair
- Erna Abramowitz (1903-1944), Nederlands zangeres
- Aaron Abrams (1978), Canadees acteur, filmproducent en scenarioschrijver.
- Austin Abrams (1996), Amerikaanse acteur
- Duff A. Abrams (1880-1965), Amerikaans materiaalkundig onderzoeker
- Michelle Abrams, Amerikaans actrice
- Per Abramsen (1941-2018), Nederlands beeldhouwer
- Larry Abramson (1954), Israëlisch kunstschilder
- Simon Abramsz (1867-1924), Nederlands onderwijzer, kinderboekenschrijver en tekstdichter
- Amir Abrashi (1990), Zwitsers-Albanees voetballer
- José Antonio Abreu (1939-2018), Venezolaans econoom, politicus en klassiek musicus
- Aleksej Abrikosov (1928-2017), Russisch natuurkundige en Nobelprijswinnaar
- Victoria Abril (1959), Spaans actrice
- Vincent Abril (1995), Frans autocoureur
- Susie Abromeit (1982), Amerikaans actrice en musicus

## Abs
- Ayele Abshero (1990), Ethiopisch atleet
- Cisse Aadan Abshir (1986), Somalisch voetballer
- Youssef Absi (1946), Syrisch patriarch
- Jean Absil (1893-1974), Belgisch componist
- Andrea Absolonová (1976-2004), Tsjechisch schoonspringster en pornoactrice (Lea De Mae)
- Ab Abspoel (1925-2000), Nederlands acteur

## Abt
- Daniel Abt (1992), Duits autocoureur
- Omid Abtahi (1979), in Iran geboren Amerikaans acteur
- Marie Abts-Ermens (1767-1853), Belgisch winkelierster en naaister

## Abu
- Shireen Abu Akleh (1971-2022), Palestijns-Amerikaans journaliste
- Hiba Abu Nada (1991-2023), Palestijns schrijfster en dichteres
- Napoleon Abueva (1930), Filipijns beeldhouwer
- Ahmad Abughaush (1996), Jordaans taekwondoka
- Mohammed Abukhousa (1992), Palestijns atleet
- Kariman Abuljadayel (1994), Sadoedisch atlete
- Abul Qasim Khalaf ibn al-Abbas al-Zahravi (936-1013), Spaans-Arabisch geneeskundige
- Shigeru Aburaya (1977), Japans atleet

## Aby
- Thomas Abyu (1978), Ethiopisch-Brits atleet